# یواس‌اس ساندووال (ای‌پی‌ای-۱۹۴)
یواس‌اس ساندووال (ای‌پی‌ای-۱۹۴) (به انگلیسی: USS Sandoval (APA-194)) یک کشتی بود که طول آن ۴۵۵ فوت ۰ اینچ (۱۳۸٫۶۸ متر) بود. این کشتی در سال ۱۹۴۴ ساخته شد.